# Szent Borbála-plébániatemplom (Petrilla)
A Petrillai Szent Borbála-plébániatemplom Petrilla város központjától nyugatra, a Keleti-Zsil déli oldalán elhelyezkedő római katolikus templom.

## Története
Petrillán 1910-1914 között, az első szentmiséket az állami iskolában végezték el. 1914-ben templomot építenek, de ez hamarosan kicsinek bizonyult, emiatt 1926-27-ben kibővítik. A plébánosok egy tiszti lakást kaptak lakóhelyül, de ezt többször is bérelt lakásra kellett változtatni, mígnem 1991-ben egy régi kolónia-lakást vásárolhattak meg.
1921-ig Petrozsény látta el. 1906-ban saját, ravatalozóval rendelkező temetőt nyitottak.
A petrillai Szent Borbála-plébániatemplomot és a lónyaytelepi Jézus szíve plébániatemplomot 1990 augusztusától egy plébános látja el. A legutolsó különálló plébános Vajda István volt. Tankó Szilvesztert 1987 augusztusában helyezték Petrillára, Simon Jakab után. Amikor 1990 júliusában elhelyezték Vajda Istvánt, akkor rábízták a lónyaytelepi egyházközség ellátását is.
Azóta a közös plébánosok névsora:
- Tankó Szilveszter (1987) 1990 - 1996
- Varga Vince 1996 - 2003
- Kedves Tibor 2003 - 2013. július 31.-ig
- Dávid Zoltán 2013. augusztus 1.-től - 2020. július 31.-ig.
- Bajkó Norbert 2020. augusztus 1.-től - máig.

## Búcsúja
A templom búcsúja Szent Borbála napon van, december 4-én.

## Képgaléria

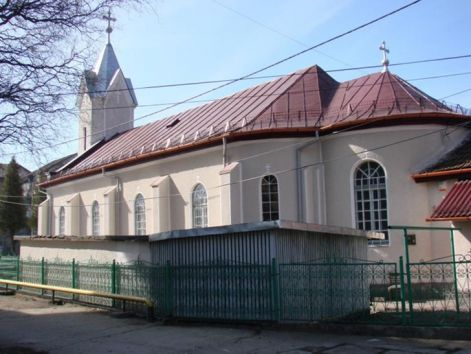
A templom épülete más szögből
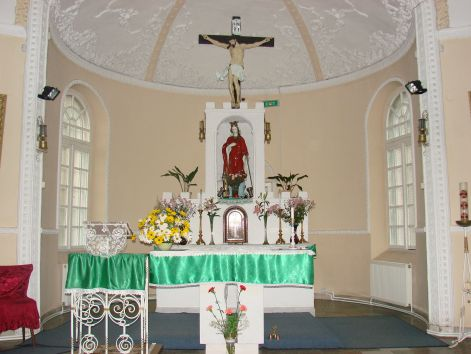
A főoltár Szent Borbála szobrával